# Eugène Monseur
Eugène Monseur (1860-1912), est un écrivain et un érudit belge. 

## Biographie
À 28 ans, Eugène Monseur se voit confier l'enseignement du sanskrit et d'histoire comparée des littératures modernes à l'université de Bruxelles. Deux ans plus tard, il enseigne la grammaire comparée du grec et du latin. Il étudie personnellement le folklore wallon et fonde en 1889 la Société de folklore wallon. Il étudie également l'histoire des religions, tout en s'impliquant dans les débats politiques, sociaux et pédagogiques de son époque. Il fonde l’éphémère Revue-Journal en décembre 1893, qui dure un an. 